# Marion Bertrand
Marion Bertrand (* 2. November 1984 in Grasse) ist eine ehemalige französische Skirennläuferin. Sie ging vor allem in den Disziplinen Riesenslalom und Slalom an den Start.

## Biografie
Während ihrer Jugendjahre galt Bertrand als großes Talent und gewann mehrere Meistertitel in Schülerkategorien. Ab Januar 2000 bestritt sie FIS-Rennen, erste Einsätze im Europacup folgten ein Jahr später. Im April 2002 nahm sie an den Schweizer Meisterschaften in Arosa teil und sorgte für eine Überraschung, als sie den Riesenslalom gewann und dabei routinierte Athletinnen wie Sonja Nef und Corinne Rey-Bellet hinter sich ließ. Ab November 2002 ging sie auch bei einigen Rennen im Nor-Am Cup an den Start. Am 12. Dezember 2002 nahm Bertrand erstmals an einem Weltcup-Rennen teil, einem Riesenslalom in Val-d’Isère. Knapp einen Monat später erlitt sie einen Kreuzbandriss und verpasste dadurch den Rest der Saison. Als Folge dieser Verletzung verlor sie vorübergehend den Anschluss an die Söitze. Erst ab der Saison 2004/05 kam sie wieder regelmäßig im Weltcup zum Einsatz, vorerst ohne zählbare Ergebnisse.
Am 25. Dezember 2006 gewann Bertrand ihre ersten Weltcuppunkte, als 27. des Riesenslaloms in Aspen. Danach konnte sie sich mit mehreren Top-20-Platzierungen etablieren. Ihr bestes Ergebnis erzielte sie wiederum in Aspen, am 29. November 2008 mit dem achten Platz im Riesenslalom. Bis heute ist dies ihre einzige Top-10-Platzierung im Weltcup; auch Top-20-Platzierungen bildeten ab der Saison 2009/10 die Ausnahme, bis sie gegen Ende der Saison 2011/12 erstmals wieder in mehreren Weltcuprennen unter die schnellsten 20 fuhr und unter anderem jeweils Zwölfte in den beiden Riesenslaloms von Ofterschwang wurde. Zudem gewann sie 2012 im Super-G ihren einzigen französischen Meistertitel.
Marion Bertrand nahm an drei Weltmeisterschaften teil. Im Riesenslalom erzielte sie 2007 in Åre den 16. und 2009 in Val-d’Isère den 17. Platz. 2009 startete sie auch im Slalom, wurde aber im zweiten Durchgang disqualifiziert. Ihre einzige Teilnahme an Olympischen Winterspielen war 2014 in Sotschi, wo sie im ersten Durchgang des Riesenslaloms ausschied. Am Ende der Saison 2014/15 trat sie vom Spitzensport zurück.

## Erfolge

### Weltmeisterschaften
- Åre 2007: 16. Riesenslalom
- Val-d’Isère 2009: 17. Riesenslalom
- Schladming 2013: 16. Riesenslalom

### Weltcup
- 12 Platzierungen unter den besten 15, davon 1 Platzierung unter den besten zehn

### Europacup
- Saison 2013/14: 10. Riesenslalomwertung
- Saison 2014/15: 4. Riesenslalomwertung
- 10 Podestplätze, davon 3 Siege:

| Datum            | Ort        | Land       | Disziplin    |
| ---------------- | ---------- | ---------- | ------------ |
| 19. Januar 2009  | Courchevel | Frankreich | Riesenslalom |
| 8. Februar 2011  | Courchevel | Frankreich | Riesenslalom |
| 27. Februar 2015 | Monte Pora | Italien    | Riesenslalom |

### Nor-Am Cup
- 3 Podestplätze, davon 2 Siege:

| Datum             | Ort         | Land | Disziplin    |
| ----------------- | ----------- | ---- | ------------ |
| 2. Dezember 2005  | Winter Park | USA  | Riesenslalom |
| 29. November 2007 | Keystone    | USA  | Riesenslalom |

### Juniorenweltmeisterschaften
- Tarvisio 2002: 17. Riesenslalom, 21. Super-G, 29. Abfahrt
- Maribor 2004: 12. Kombination, 15. Riesenslalom, 18. Abfahrt, 39. Slalom

### Weitere Erfolge
- 1 französischer Meistertitel (Super-G 2012)
- 15 Siege in FIS-Rennen